# Golunda ellioti
Golunda ellioti es una especie de roedor de la familia Muridae.

## Distribución geográfica
Se encuentra en India, Irán, Pakistán, y Sri Lanka.